# Lista de prêmios e indicações recebidos por Taraji P. Henson
Ao longo de sua extensa carreira em teatro, cinema e televisão, a atriz estadunidense Taraji P. Henson recebeu e foi indicada a inúmeros prêmios por sua performance e adaptabilidade aos papéis interpretados. A carreira televisiva de Henson teve início no fim da década de 1990 através de um papel coadjuvante na série televisiva de comédia dramática Smart Guy (1997) e no suspense policial Streetwise (1998). Entretanto, a atriz atraiu maior notoriedade de crítica pela sua performance no drama Hustle & Flow (2005) e no drama de fantasiaThe Curious Case of Benjamin Button (2008). Em 2005, Henson foi indicada juntamente com o elenco ao Prêmio Screen Actors Guild de Melhor Elenco em Cinema por Hustle & Flow. Por sua atuação como uma mãe solteira em The Curious Case of Benjamin Button, Henson recebeu sua primeira indicação ao Óscar na categoria de Melhor Atriz Coadjuvante. 
Nos anos seguintes, Henson manteve sua alta performance crítica através de atuações em produções como sua performance como Cookie Lyon na série televisiva de drama musical Empire (2009–2015), que rendeu-lhe um Prêmio Critics' Choice Television de Melhor Atriz em Série Dramática e um Globo de Ouro de Melhor Atriz em Série - Drama, tornando-se a primeira atriz afro-americana a receber tais prêmios. A série, em si, também foi alvo de aclamação crítica e Henson recebeu diversas outras indicações a premiações, como o Prêmio Emmy de Melhor Atriz em Série de Drama. Em 2016, Henson estrelou o filme biográfico Hidden Figures como a matemática da NASA Katherine Johnson, recebendo um Prémio MTV Movie de Melhor Heróina e o Prêmio NAACP Image de Melhor Atriz no Cinema, além de diversas outras indicações pelo mesmo papel.

## Prêmios e indicações

### Óscar
O "Óscar" ("Academy Awards") é uma das principais cerimônias de premiações dos Estados Unidos, através do qual a Academia de Artes e Ciências Cinematográficas reconhece anualmente a excelência técnica e performática em produções cinematográficas dos mais distintos gêneros.
| Ano  | Categoria                | Indicado/Obra                       | Resultado | Ref.  |
| ---- | ------------------------ | ----------------------------------- | --------- | ----- |
| 2008 | Melhor Atriz Coadjuvante | The Curious Case of Benjamin Button | Indicada  | [ 2 ] |

### Globo de Ouro
O "Globo de Ouro" ("Golden Globe Awards") é uma das mais aclamadas cerimônias de premiações dos Estados Unidos, através do qual a Associação de Imprensa Estrangeira de Hollywood reconhece anualmente o nível técnico e performático em produções musicais, cinematográficas e televisivas nos gêneros Drama, Comédia e Musical.
| Ano  | Categoria                                  | Indicado/Obra | Resultado | Ref.  |
| ---- | ------------------------------------------ | ------------- | --------- | ----- |
| 2016 | Melhor Atriz em Série de Televisão - Drama | Empire        | Venceu    | [ 4 ] |

### Prêmio Screen Actors Guild
O "Prêmio do Sindicato dos Atores" ("Screen Actors Guild Awards") foi estabelecido em 1995 pelo Sindicato dos Atores da Cine-Federação Estadunidense de Artistas de Rádio e Televisão (SAG-AFTRA) e destina-se a reconhecer os méritos performáticos e técnicos de produções cinematográficas e televisivas em diversas categorias de premiação que contemplam exclusivamente aspectos de performance.
| Ano  | Categoria                          | Indicado/Obra                       | Resultado | Ref.   |
| ---- | ---------------------------------- | ----------------------------------- | --------- | ------ |
| 2006 | Melhor Elenco em Cinema            | Hustle & Flow                       | Indicada  | [ 7 ]  |
| 2008 | Melhor Elenco em Série - Drama     | Boston Legal                        | Indicada  | [ 8 ]  |
| 2009 | Melhor Elenco em Série - Drama     | Boston Legal                        | Indicada  | [ 9 ]  |
| 2009 | Melhor Atriz Coadjuvante em Cinema | The Curious Case of Benjamin Button | Indicada  | [ 9 ]  |
| 2009 | Melhor Elenco em Cinema            | The Curious Case of Benjamin Button | Indicada  | [ 9 ]  |
| 2017 | Melhor Elenco em Cinema            | Hidden Figures                      | Venceu    | [ 10 ] |
| 2024 | Melhor Elenco em Cinema            | The Color Purple                    | Indicada  | [ 11 ] |

### Prêmio Tony
O "Prêmio Antoinette Perry de Excelência em Teatro" ("Tony Awards") foi estabelecido em 1947 pela American Theatre Wing (The Wing), uma organização não-governamental de fomento às artes cênicas da cidade de Nova Iorque, e destina-se a reconhecer a excelência em performances e produções teatrais apresentadas no circuito Broadway.
| Ano  | Categoria             | Indicado/Obra                | Resultado | Ref.   |
| ---- | --------------------- | ---------------------------- | --------- | ------ |
| 2024 | Melhor Peça de Teatro | Jaja’s African Hair Braiding | Indicada  | [ 12 ] |